# Кунашир
Кунаши́р (рос. Кунашир, яп. 国後島, くなしりとう, МФА: [kunaɕiɾʲi toː]) — острів вулканічного походження в північно-західній частині Тихого океану. Належить до групи Курильських островів. Адміністративно входить до округу Немуро Префектура Хоккайдо, Японія. Знаходиться під окупаційною владою Росії, яка відносить його до складу Южно-Курильського міського округу Сахалінської області. На сході острова на узбережжі Південно-Курильської протоки знаходиться адміністративний центр — смт. Южно-Курильськ .

## Етимологія
Існує дві гіпотези щодо етимології назви острова. Згідно з першою вона походить від айнського сполучення Кунне-сірі або Кунне-сіру — «Чорний острів». Згідно з другою — від сполучення Куна-сірі або Куна-сіру — «Трав'яний острів».

## Географія

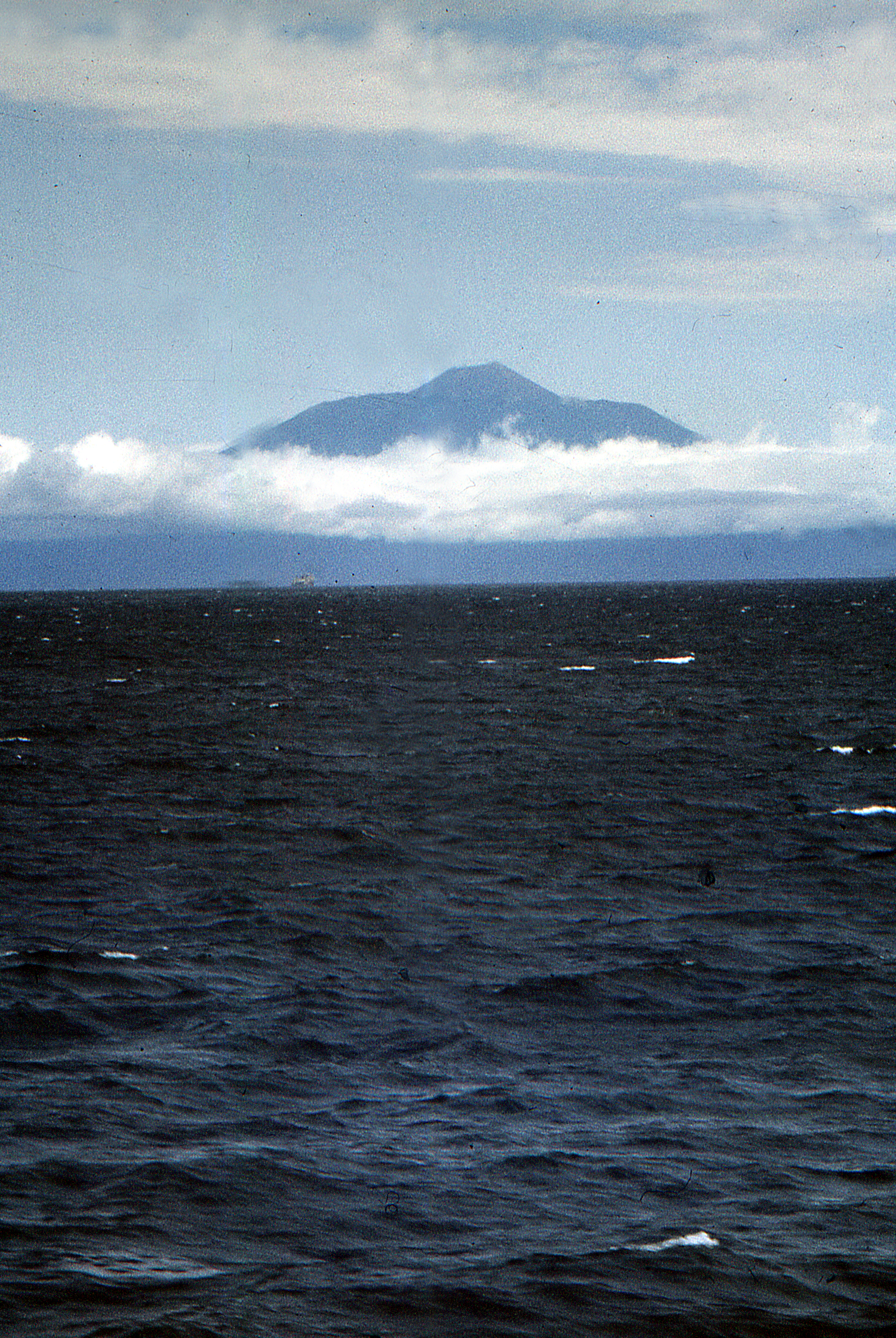
Вулкан Тятя

Видовжений з північного сходу на південний захід. Довжина острова — 122 км, ширина — від 8 до 30 км. Площа близько 1,5 тисяч км². Берег тихоокеанської частини скелястий, важкодоступний. На північному сході через протоку Катерини знаходиться острів Ітуруп. На південному заході віддалений Кунаширською протокою (Немуро), на півдні — протокою Зради від японського острова Хоккайдо. Відстань в найвужчій точці Кунаширської протоки становить 18 км. На південному сході, паралельно острову, розташована Мала Курильська гряда. Вона відокремлена Південно-Курильською протокою. Із західної сторони через Кунаширську протоку гарно видно гори півострова Сіретоко, частину о. Хоккайдо. Посеред Кунаширської та протоки Зради проходить російсько-японський кордон.
У північній частині острова розташовані високі вершини — вулкани Тятя (1822 м) і Руруй (1486 м). У центрі лежить вулкан Менделєєва (888 м), а на півдні — вулкан Головніна (542 м). У найвужчій центральній частині острова розміщені озеро Срібне та бухта Первухіна.
Вулкани острова:
|            |            |                    | Висота (м) |
| Руруй      | Руруй      | ルルイ岳 • Руру    | 1 485      |
| Тятя       | Тятя       | 爺爺岳 • Тятя      | 1 822      |
| Менделєєва | Менделеева | 羅臼山 • Раусу-яма | 888        |
| Головніна  | Головнина  | 泊山 • Томарі-яма  | 543        |

## Історія

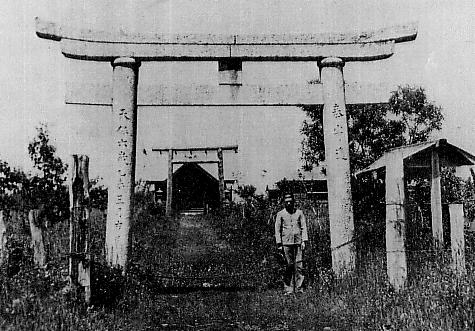
Ворота святилища

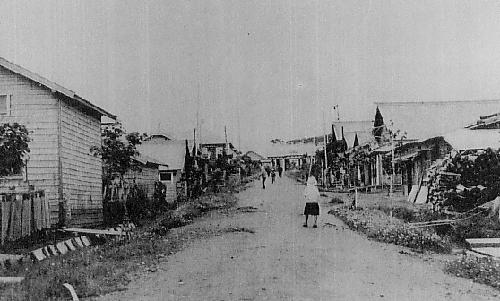
Село Головніно до війни

Острів Кунашир віддавна заселяли айни. 1754 року на ньому було створене перше японське рибацьке поселення. 1789 року між айнами і японцями спалахнув збройний конфлікт. 1798 року острів відвідав японський урядовець і мандрівник Кондо Дзюдзо. 1811 року в поселенні Томарі висадилися перші росіяни на чолі з Головніним.
- 1855 р. — Кунашир за умовами Сімодського трактату, що розмежував вперше Російську та Японську імперії входив до складу Японії.
- 1880 року острів включили до повіту Кунасірі японської області Немуро префектури Хоккайдо.
- 1945 р. острів вперше став російським, був окупований радянськими військами та включений до СРСР (РРФСР).
- 1991  — у складі Росії.

Станом на 1945 рік населення острова нараховувало 7370 осіб. Воно займалося виловом ламінарій, тунця, крабів, займалися скотарством, видобутком сірки та лісництвом.
Після спалаху японсько-радянської війни 1945 року острів був окупований радянськими військами, уряд СРСР включив його до складу новоутвореної Південно-Сахалінської області, яка 1947 р. стала частиною Сахалінської області РРФСР. На сьогодні японський уряд не визнає російського панування, вимагаючи повернути окуповані території. Проблема територіальної приналежності острова залишається перепоною для підписання мирного договору між Японією і Росією від часу останньої війни 1945 року.

## Галерея

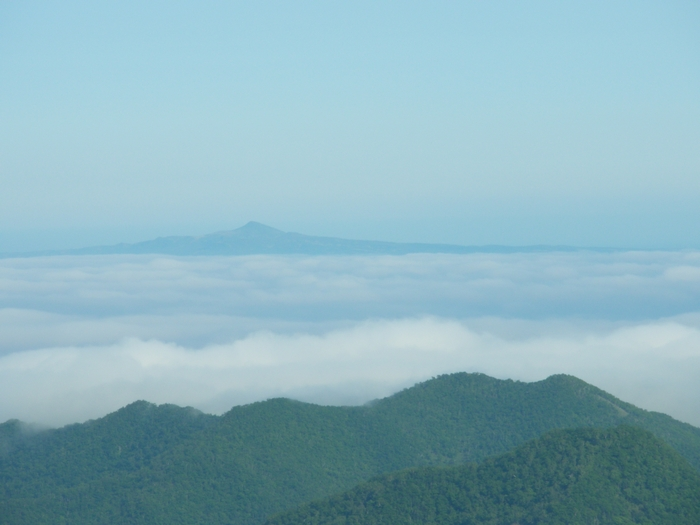
Вид на о. Кунашир з гір п-ва Сіретоко (о. Хоккайдо)

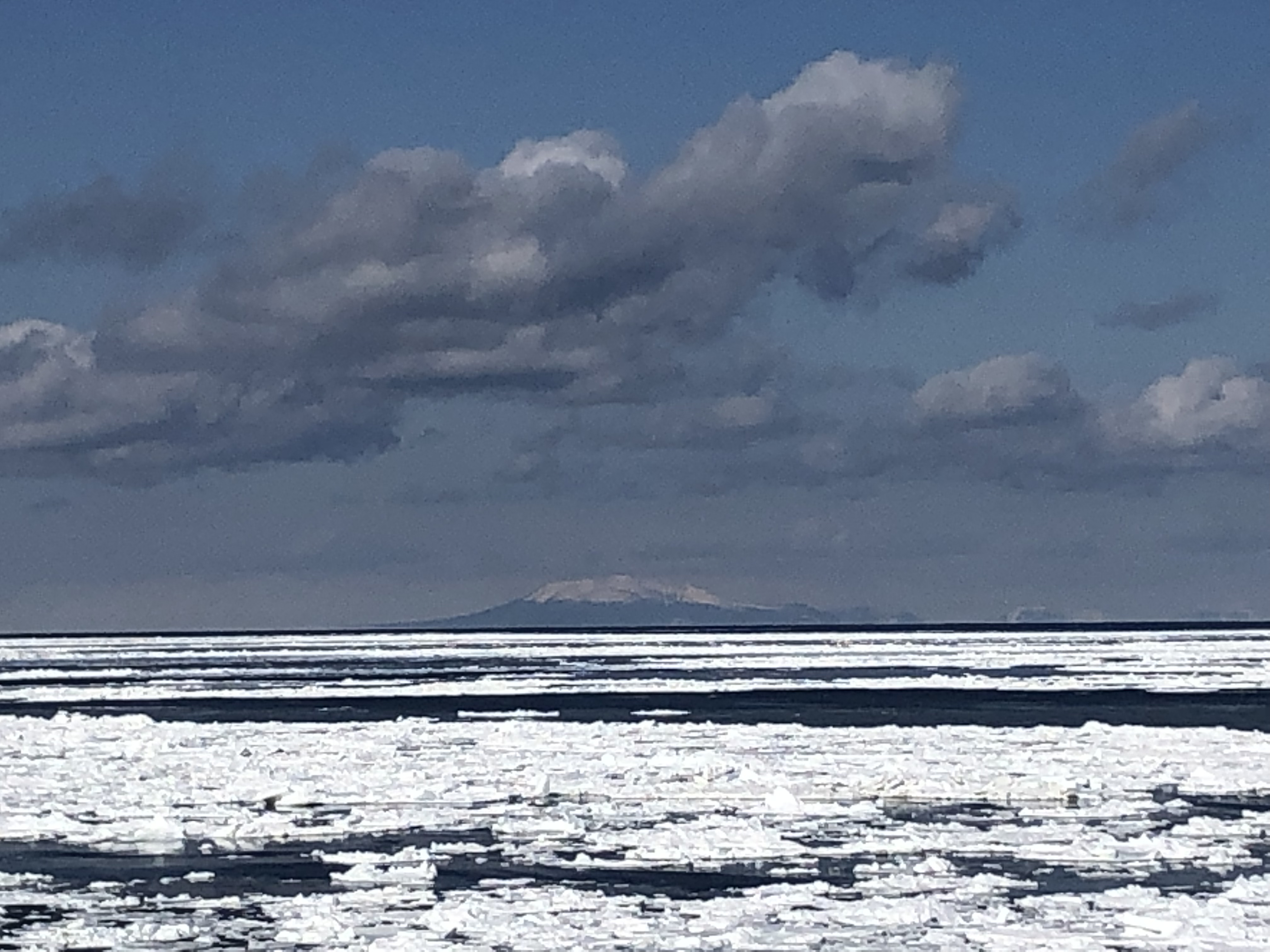
Вид на о. Кунашир (вулкан Раусу-яма чи Менделєєва) з мису Носаппу, (о. Хоккайдо). Місто Немуро. Знято 13.02.2019 р.

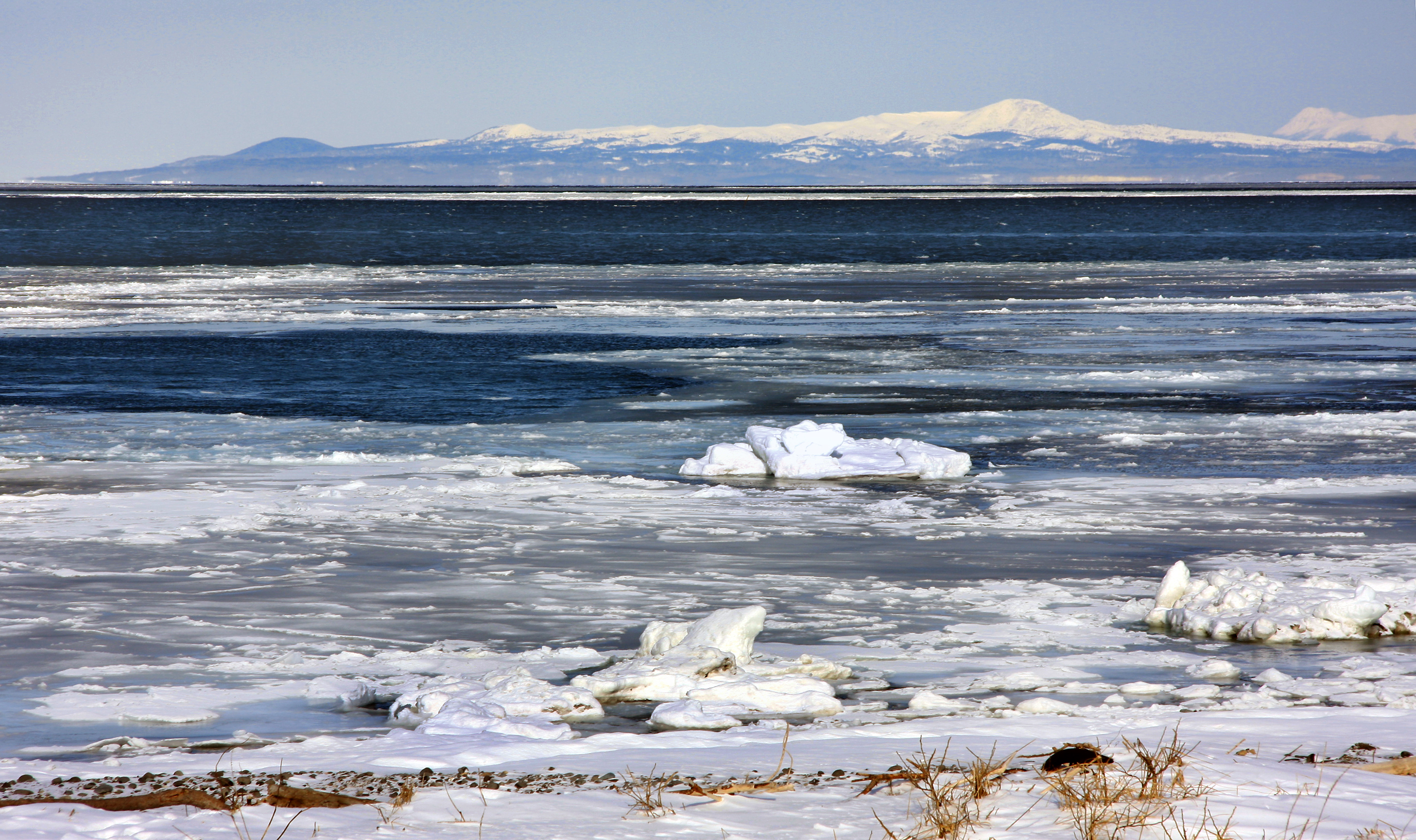
Вид на о. Кунашир (влк. Томарі-яма) з п-ва Ноцуке (о. Хоккайдо)